# Afroman
Afroman, né Joseph Edgar Foreman le 29 juillet 1974 à Palmdale en Californie, est un rappeur américain. Il est mieux connu pour son single à succès Because I Got High. Il est nommé pour un Grammy en 2002.

## Biographie
Foreman lance sa carrière musicale pendant qu'il est au collège, compose chez lui, et vend ses chansons à ses camarades de classe. Il confie que « la première mixtape que j'ai faite parlait de ma prof [...] elle m'a fait virer des cours parce que j'étais saggé, ce qu'ils n'aimaient pas à l'époque. Alors j'ai écrit une chanson sur elle, et ça s'est vendu à 400 exemplaires : les profs, les élèves, et leur entourage. Et j'ai réalisé que même si j'étais plus à l'école, ma chanson y était, alors dans un certain sens, j'étais encore là. Les gens venaient chez moi juste pour me dire qu'ils adoraient ma chanson. » Foreman a également joué jeune de la batterie et de la guitare dans son église.
En 1998, Afroman publie son premier album, My Fro-losophy. Il emménage plus tard à Hattiesburg, dans le Mississippi où il fait la rencontre du batteur Jody Stallone, du claviériste et bassiste Darrell Havard, et du producteur Tim Ramenofsky (alias Headfridge).
Ramenofsky produit et publie le deuxième album d'Afroman Because I Got High en 2000 au label T-Bones Records ; il est d'abord distribué en concert et sur le service de partages Napster avant que le premier single de l'album ne soit joué au Howard Stern Show. Afroman décide d'écrire des paroles focalisées sur son incapacité à ranger sa chambre ; finalement, il a l'idée de s'inspirer sur des tâches quotidiennes qui ne peuvent être accomplies à cause d'usage de drogues. À la fin de 2001, la chanson devient un succès mondial et est incluse dans les films Jay and Silent Bob Strike Back, The Perfect Score, et Disturbia au début des années 2000. Because I Got High est nommé pour un Grammy Award dans la catégorie de « meilleure performance solo de rap » en 2002.
Après ce succès, Afroman se joint au festival de Cypress Hill, appelé Smoke Out aux côtés notamment des Deftones et de Method Man. Après ça, Universal Records signe Afroman pour un contrat de six albums, et le label publie The Good Times en 2001. The Good Times mêle les deux premiers albums d'Afroman et quelques nouveaux titres. Afroman commence à publier indépendamment sur Internet en 2004, et enregistre cette même année Jobe Bells, une parodie satirique d'une chanson de Noël.
Afroman participe au Gathering of the Juggalos en 2011. En octobre 2014, Afroman publie un remix de son titre Because I Got High, avec des paroles différentes et un solo de guitare électrique à la fin.
Lors d'une performance au Mississippi en 2015, une femme est venue sur scène, alors qu'elle dansait, Afroman lui a envoyé un crochet droit au visage, la femme est tombée par terre avant de partir.  Il a fait face à un tribunal en 2018 et a plaidé coupable, il a été condamné à lui payer 65 000 $.

## Discographie
- 1998 : My Fro-losophy
- 2000 : Because I Got High
- 2000 : Sell Your Dope
- 2001 : The Good Times
- 2004 : Afroholic... The Even Better Times
- 2004 : Jobe Bells
- 2004 : 4R0:20
- 2004 : The Hungry Hustlerz: Starvation Is Motivation
- 2006 : Drunk 'n' High
- 2006 : A Colt 45 Christmas
- 2008 : Waiting to Inhale
- 2008 : Greatest Hitz Live
- 2009 : Frobama: Head of State
- 2010 : Afro D-Z-A-C-C
- 2012 : Marijuana Music
- 2014 : The Frorider
- 2014 : Because I Got High (Positive Remix)
- 2016 : Happy to be alive
- 2017 : Cold Fro-T-5 and Two Frigg Fraggs
- 2020 : Save a Cadillac, Ride a Homeboy
- 2022 : Lemon Pound Cake
- 2023 : Famous player